# Naselje Jugomont
Naselje Jugomont oz. Stanovanjska soseska Jugomont je naziv za urbano naselje stanovanjskih blokov, ki se nahaja v Mestni četrti Tabor v Mariboru. Posebnost naselja je za tisti čas zelo napredna lahko montažna gradnja, ki jo je razvilo podjetje Jugomont, po katerem je naselje tudi dobilo ime. Stanovanjsko naselje Jugomont je vpisano v Register kulturne dediščine, kot profana stavbna dediščina. 

## Zgodovina
Maja 1964 je podjetje Stavbar iz Maribora od podjetja Jugomont iz Zagreba odkupilo licenco za gradnjo montažnih stanovanjskih blokov, po katerem je celotno naselje tudi dobilo ime. V januarju 1964 si je Stavbar pridobil tudi 4,5 ha veliko zemljišče ob takratni Betnavski cesti, v Občini Maribor-Tabor. Leta 1965 je postavil poskusni objekt na dvorišču svojega obrata v Industrijski ulici 11 v Mariboru. Isto podjetje je leta 1965 v Mariboru začelo graditi naselje stanovanjskih blokov, imenovano Jugomont. V petih letih so zgradili štirinajst blokov in en stanovanjski četvorček.
Prva stanovanja v naselju Jugomont je kupila takratna Občina Maribor-Center kot nadomestna stanovanja za družine, ki so jih nameravali preseliti iz za rušenje predvidenih hiš na Lentu. Hiše so morali porušiti zaradi dviga gladine reke Drave po dokončanju gradnje jezu v Melju.

## Konstrukcijske značilnosti
Z licenčno pogodbo je dobilo podjetje Stavbar tudi projekte za tipski blok JU-61, ki pa ga ni bilo mogoče realizirati brez sprememb. Zahtevana je bila namreč klet, možnost vgraditve dvigal in okna v čelni steni ter spremembe kuhinjskega in sanitarnega vozla. Zato je Stavbar razpisal interni natečaj, kjer je bilo omenjeno upoštevano in realiziran je bil pilotni petnadstropni stanovanjski blok s šifro JU-ST-1. Tipski blok ima klet, pritličje in 5 enakih stanovanjskih nadstropij. Etažna višina je 2,70 m. Trosobno stanovanje v bloku ima tako površino 63,12 m2, dvosobno 53,59 m2 in enosobno 32,22 oz. 30,30 m2.
Sistem montažne gradnje je Stavbar prilagodil svoji tehnologiji in materialom. Montaža gradnje bila enostavnejša, hitrejša in cenejša kot klasična gradnja, kar je bilo pomembno ob takratnem pomanjkanju stanovanj in obenem obrtniškega gradbenega kadra,  hkrati pa je odpravila zimsko mrtvo sezono v gradbeništvu. Posebnost tega načina gradnje, ki ga je razvilo podjetje Jugomont so lahki, sestavljivi prefabricirani konstrukcijski elementi iz betonskih plošč debeline 14 cm, dolžine 258 cm, širine pa so 119, 134 in 59 cm. Omenjene plošče se nameščajo zelo hitro, prav tako pa omogočajo višjo stopnjo prilagodljivosti, Pri tem načinu gradnje je značilno da so nosilni elementi in nenosilna polnila popolnoma ločeni ter delitev na lahko in težko montažo. V sistem sodijo tudi prefabricirana stopnišča.
Sistem Jugomont so uporabljali tudi po drugih mestih nekdanje Jugoslavije, kot npr. Ljubljana (prvi bloki so bili zgrajeni na Črtomirovi, Topniški in Neubergerjevi ulici, kasneje še bloki v Novih Jaršah in številni drugi), Zagreb, Novi Beograd, idr.

## Urbanistična zasnova
Enotno oblikovano sosesko so urbanistično zasnovali Vili Premzl, Marjan Škerbinc in Jože Krajnčič iz Zavoda za urbanizem Maribor v prvi polovici 60-tih let 20. stoletja. Čeprav enolična zasnova, predstavlja tipično socialno gradnjo svojega časa. Skladno z zazidalnim načrtom je bila predvidena izgradnja 14 stanovanjskih blokov, kar je bilo do leta 1970 tudi realizirano.
Soseska se nahaja v kareju med Betnavsko in Ljubljansko cesto, Cesto Proletarskih brigad ter Ertlovo ulico. Naselje je obdano z gosto zasajenim zelenjem. Na dvoriščni strani blokov se nahaja parkovni del, z zelenicami, peš potmi in nekaj igrali, ki je namenjen rekreaciji in druženju stanovalcev. Ob zunanji strani blokov, ob dovoznih cestah, so locirana parkirišča za avtomobile. V središču naselja se nahaja spomenik narodnemu heroju Slavku Šlandru, kot tudi poslovni objekt, kjer je trgovina, gostinski lokal in trafika. Na drugi strani Ljubljanske ceste se nahaja urbana soseska Betnavski park, diagonalno preko Ceste proletarskih brigad pa soseska S-21.

## Upravni položaj
Od leta 1996 ko je bil sprejet Odlok o razdelitvi Mestne občine Maribor na mestne četrti in krajevne skupnosti spada naselje v celoti v Mestno četrt Tabor. Pred tem pa je naselje skupaj s tremi stolpnicami ob Ljubljanski ulicami in z obsežnim poslovno-industrijskimi kompleksi ob Tržaški, Jadranski, Vodovodni, Češki in Beloruski ulici tvoril samostojno Krajevno skupnost Slavko Šlander v sklopu nekdanje Občine Maribor-Tabor.